# Hönnersum
Hönnersum ist ein Gemeindeteil der (Einheits-)Gemeinde Harsum im niedersächsischen Landkreis Hildesheim.

## Geografie
Der Ort liegt etwa 6 km nordöstlich von Hildesheim in der Hildesheimer Börde.
Hönnersum besitzt ein Naturschutzgebiet, den sogenannten Rodelberg, der ab 1982 von den Einwohnern des Dorfes in Eigenleistung angelegt wurde. Der Hügel weist einen reichhaltigen Baumbestand und Büsche auf und ist mit einer Höhe von 12 Metern die höchste Erhebung im Umkreis des Dorfes.

## Geschichte
Erstmals urkundlich erwähnt wurde Hönnersum 1380 als „Honershem“.
Im Zweiten Weltkrieg fielen am 26. Juli 1941 Brandbomben auf Hönnersum, wodurch der Brand eines Dachstuhls ausgelöst wurde. In der Feldmark, 1 km nördlich des Dorfes, fielen zwei Sprengbomben und richteten Flurschaden an.

### Eingemeindungen
Hönnersum war eine eigenständige Gemeinde und wurde erst im Zuge der Gebietsreform in Niedersachsen am 1. März 1974 in die neu gegründete Gemeinde Harsum eingegliedert.

### Einwohnerentwicklung
| Jahr | Einwohner | Quelle |
| ---- | --------- | ------ |
| 1910 | 357       | [ 4 ]  |
| 1925 | 380       | [ 5 ]  |
| 1933 | 388       | [ 5 ]  |
| 1939 | 399       | [ 5 ]  |
| 1950 | 721       | [ 6 ]  |
| 1956 | 605       | [ 6 ]  |
| 1973 | 535       | [ 1 ]  |

| Jahr | Einwohner | Quelle |
| ---- | --------- | ------ |
| 1980 | 546       | [ 2 ]  |
| 1990 | 488       | [ 2 ]  |
| 2000 | 589       | [ 2 ]  |
| 2010 | 700       | [ 2 ]  |
| 2015 | 683       | [ 2 ]  |
| 2019 | 661       | [ 2 ]  |
| 0    | 0         | 0      |

|  |

## Religion
Die katholische St.-Bernward-Kirche, benannt nach Bernward von Hildesheim, wurde 1865/66 als Ersatz für einen kleineren Vorgängerbau, die Oswaldkapelle, errichtet. Die an der Heinrich-Aue-Straße befindliche Kirche gehört seit dem 1. November 2014 zur Pfarrei St. Martinus mit Sitz in Borsum, im Dekanat Borsum-Sarstedt des Bistums Hildesheim. Die evangelischen Einwohner gehören zur Kirchengemeinde St. Cosmae und Damiani im 5 km entfernten Rautenberg.

## Politik

### Ortsrat
Der Ortsrat, der den Ortsteil Hönnersum vertritt, setzt sich aus fünf stimmberechtigten Mitgliedern zusammen. Die Mitglieder werden durch eine Kommunalwahl für jeweils fünf Jahre gewählt.
Bei der Kommunalwahl 2021 gewann die Wählergruppe „Gemeinsam für Hönnersum“ alle fünf Sitze.

### Ortsbürgermeister
Der Ortsbürgermeister ist Burkhard Kallmeyer. Sein Stellvertreter ist Detlef Klante.

## Wirtschaft und Infrastruktur

### Öffentliche Einrichtungen
Im Ort gibt es den Kindergarten „Hönnersumer Zwerge e. V.“

### Verkehr
ÖPNV
Hönnersum ist durch eine Buslinie über Hildesheim–Soßmar des Regionalverkehr Hildesheim angebunden.

## Persönlichkeiten
Personen, die mit dem Ort in Verbindung stehen
- Vincenz Statz (1819–1898), Architekt, er galt als einer der bedeutendsten und einflussreichsten Vertreter der Neugotik im Rheinland, er baute von 1864 bis 1866 die katholische St.-Bernward-Kirche